# Asedio de la base aérea de Abu al-Duhur (2012-2015)
 El asedio de la base aérea de Abu al-Duhur fue una batalla por la base aérea militar de Abu al-Duhur en la gobernación de Idlib durante la Guerra Civil Siria. Fue capturada por las fuerzas rebeldes y yihadistas el 9 de septiembre de 2015. La base había sido sitiada desde septiembre de 2012. 

## El asedio
El 22 de septiembre de 2012, los rebeldes del Ejército Sirio Libre llevaron a cabo un ataque coordinado que involucró a 3 batallones rebeldes en la base aérea de Abu al-Duhur, y luego impidió que los refuerzos del Ejército sirio llegaran a la base. También afirmaron haber derribado un avión de combate durante el ataque, aunque esto no se confirmó de forma independiente. Para septiembre de 2012, la base de la Fuerza Aérea siria estaba parcialmente asediada por combatientes rebeldes. Los rebeldes establecieron posiciones en el borde occidental de la base, desde donde pudieron disparar a las pistas de la base. Se informó que la base se había vuelto efectivamente inutilizable como resultado, con aviones que ya no podían volar hacia o desde ella. En este momento, los suministros para las tropas fueron lanzados por helicópteros que volaron desde las bases aéreas en Hama. Los rebeldes también aumentaron sus ataques en la base aérea. Afirmaron que como resultado de su empleo de armamento antiaéreo, dejaron inoperables los vuelos desde la base. Según los informes, en agosto y septiembre de 2012, dos aviones de combate MiG-21 y uno MiG-23 fueron derribados sobre la base aérea.  
En 2013, el puesto de control de al-Khashir (al noreste del aeropuerto) fue destruido y quemado por los rebeldes. Sin embargo, el ejército mantuvo el control de la aldea. La base también fue asaltada sin éxito por la FSA el 30 de abril de 2013, que se apoderó temporalmente de la parte occidental de la base.  
En la madrugada del 27 de noviembre de 2014, unidades del ejército fuertemente armadas se movieron desde la base aérea de Abu Duhur al amparo de artillería y fuerza aérea y capturaron las aldeas de Haymat ad Dayir y Mustarihah al norte de la base aérea, antes de retirarse de regreso a la base aérea.
Después de la captura de las bases de Wadi Deif y Hamadiyah, los rebeldes volvieron su atención a la base aérea de Abu al-Duhur. Reunieron alrededor de 1,000 combatientes alrededor del aeropuerto que era defendido por unos 700 soldados. El 15 de enero de 2015, los rebeldes lanzaron una ofensiva en la aldea de Tal Salmo que estaba orientada a abrir un nuevo frente al sur de la base aérea militar de Abu al-Duhur. Los rebeldes atacaron 2 puntos controlados por la 11a División de Tanques del ejército y las Fuerzas de Defensa Nacional (NDF) en Tal Salmo. El asalto a los 2 ejes fue frustrado después de casi 2 días de lucha sin parar con los grupos militantes. Al día siguiente, los rebeldes golpearon la aldea de Tal Salmo con una andanada de proyectiles de mortero para debilitar las fortificaciones del ejército. Después de eso, los militantes asaltaron las defensas del ejército en Tal Salmo, intentando romper las líneas frontales de este último desde el perímetro occidental de la aldea. Los rebeldes no tuvieron éxito en su intento de infiltración, ya que el ejército luchó contra el asalto, lo que resultó en su control total de los puntos de control adyacentes a la aldea. 10 días después, se informó que los rebeldes tenían el control de Tal Salmo. El pueblo tiene importancia estratégica porque está cerca de la puerta principal del aeropuerto y porque contiene pozos de agua que las tropas en el aeropuerto consumen a través de la canalización. Una semana después, se produjeron violentos enfrentamientos en la puerta principal del aeropuerto.
El 18 de enero de 2015, un Antonov An-26 operado por la Fuerza Aérea siria se estrelló al intentar aterrizar en el asediado aeropuerto militar de Abu al-Duhur. Había 35 personas a bordo, 30 soldados sirios y 5 expertos militares iraníes.  Los medios sirios y la SOHR pro rebelde dijeron que el accidente se debió a una fuerte neblina o "problemas técnicos". Sin embargo, el grupo afiliado a Al-Qaeda Frente Al-Nusra afirmó que lo derribaron. Los medios sirios proporcionaron una lista con los nombres de los 30 soldados sirios que fueron asesinados. Según SOHR, 13 oficiales sirios estaban entre las muertes.
El 23 de enero de 2015, los rebeldes lograron controlar la aldea de al-Hamidiyeh en el lado este de la base aérea de Abu al-Duhur. Sin embargo, se retiraron a las afueras más tarde. El 25 de enero de 2015, un periodista de Al Jazeera desde el interior de la aldea informó que los rebeldes tenían el control de al-Hamidiyeh.
Según los informes, el 17 de febrero de 2015, el Frente al-Nusra derribó un helicóptero sobre la base aérea. 
El 26 de agosto de 2015, los rebeldes lanzaron un asalto a la base aérea para evitar las defensas de primera línea del ejército de dos hachas antes de que fueran repelidas. Los rebeldes comenzaron su asalto enviando dos terroristas suicidas con su VBIED hacia las puertas occidentales de la base; sin embargo, los dos militantes no lograron llegar a su destino, ya que los guardias destruyeron los vehículos enemigos. Después de sus fallidos ataques suicidas, los militantes irrumpieron en el eje occidental del aeropuerto, donde intentaron evitar las fortificaciones en la puerta principal de la base. Luego los rebeldes asaltaron las puertas orientales de la base desde sus posiciones en la aldea de al-Khashir. Los enfrentamientos continuaron hasta que el ejército repelió a los atacantes.
El 7 de septiembre de 2015, los rebeldes lanzaron otro asalto a la base aérea al amparo de una fuerte tormenta de arena después de que al menos un militante de al-Nusra se inmoló dentro de la base. Ese día, los rebeldes capturaron Tabarat al-Khashit y su colina en las afueras, obligando a los soldados a retirarse hacia la puerta oriental. Al día siguiente, los rebeldes avanzaron dentro de la base aérea y capturaron la parte oriental. Los rebeldes comenzaron a publicar fotos de ellos en la base poco después.
El 9 de septiembre, los rebeldes capturaron toda la base aérea. La caída de la base se inició después de que el Ejército se retiró a las afueras. La televisión estatal siria admitió que las tropas del gobierno habían "evacuado sus posiciones y trasladado a otro punto". Según el SOHR, al menos 56 soldados fueron asesinados y 40 capturados, mientras que docenas de otros aún están desaparecidos. Docenas de rebeldes también fueron asesinados durante la batalla. El comandante de la base aérea, Brig. Gen. Ihsan al-Zuhouri, estuvo entre las víctimas del gobierno.
Hasta el 10 de septiembre, se sabía que 18 soldados habían escapado de la base aérea, mientras que el resto fueron asesinados, capturados o desaparecidos según fuentes del gobierno.

## Consecuencias
El 18 de septiembre, 56 soldados fueron ejecutados por el Frente al-Nusra y el Partido Islámico del Turquestán en Siria, elevando el número total de soldados ejecutados en la base aérea a 71. Un total de 63 soldados llegaron a las áreas controladas por el gobierno, mientras que más de 40 soldados aún estaban desaparecidos.
Durante el asedio, el Partido Islámico de Turquestán y al Nusra fueron acompañados por Abdallah al-Muhaysini. El gobierno sirio recuperó la base aérea el 21 de enero de 2018.